# ويست بيلزر (كارولاينا الجنوبية)
ويست بيلزر (بالإنجليزية: West Pelzer town, South Carolina)‏ هي بلدة تقع بولاية كارولاينا الجنوبية في الولايات المتحدة. تبلغ مساحتها 1.36 كم2، وترتفع عن سطح البحر 256.94640000000004 م، بلغ عدد سكانها 880 نسمة في عام 2010 حسب إحصاء مكتب تعداد الولايات المتحدة وتصل الكثافة السكانية فيها 647.1 نسمة لكل كيلومتر مربع (1,676.0/ميل2).

## التركيبة السكانية
حدّد مكتب تعداد الولايات المتحدة بيانات التركيبة السكانية لويست بيلزر في تعداد الولايات المتحدة. في ما يلي، التركيبة السكانية حسب تعدادي 2000 و2010.

### تعداد عام 2000
بلغ عدد سكان ويست بيلزر 879 نسمة بحسب تعداد عام 2000، وبلغ عدد الأسر 395 أسرة وعدد العائلات 251 عائلة مقيمة في البلدة. في حين سجلت الكثافة السكانية 646.3 نسمة لكل كيلومتر مربع (1,673.9/ميل2). وبلغ عدد الوحدات السكنية 440 وحدة بمتوسط كثافة قدره 323.5 لكل كيلومتر مربع (837.9/ميل2).
وتوزع التركيب العرقي للبلدة بنسبة 95.11% من البيض و3.75% من الأمريكيين الأفارقة و0.23% من الأمريكيين ذوي الأصول الآسيوية و0.91% من عرقين مختلطين أو أكثر و0.80% من الهسبانيون أو اللاتينيون من أي عرق.
بلغ عدد الأسر 395 أسرة كانت نسبة 31.6% منها لديها أطفال تحت سن الثامنة عشر تعيش معهم، وبلغت نسبة الأزواج القاطنين مع بعضهم البعض 40.8% من أصل المجموع الكلي للأسر، ونسبة 17.5% من الأسر كان لديها معيلات من الإناث دون وجود شريك، بينما كانت نسبة 5.3% من الأسر لديها معيلون من الذكور دون وجود شريكة وكانت نسبة 36.5% من غير العائلات. تألفت نسبة 33.2% من أصل جميع الأسر من عدة أفراد يعيشون في نفس المنزل ونسبة 14.9% كانت تتألف من شخص يعيش بمفرده يبلغ من العمر 65 عاماً أو أكثر. وبلغ متوسط حجم الأسرة المعيشية 2.23، أما متوسط حجم العائلات فبلغ 2.77.
بلغ العمر الوسطي للسكان 35.5 عاماً. وكانت نسبة 23.3% من القاطنين تحت سن الثامنة عشر، وكانت نسبة 11.4% بين الثامنة عشر والرابعة والعشرين عاماً، ونسبة 28% كانت واقعةً في الفئة العمرية ما بين الخامسة والعشرين والرابعة والأربعين عاماً، ونسبة 22.9% كانت ما بين الخامسة والأربعين والرابعة والستين، ونسبة 14.4% كانت ضمن فئة الخامسة والستين عاماً فما فوق. يوجد لكل 100 أنثى 85.4 ذكر، ويوجد لكل 100 أنثى في الثامنة عشر من عمرها فما فوق 80.2 ذكر.
بلغ متوسط دخل الأسرة في البلدة 28,375 دولارًا، أما متوسط دخل العائلة فبلغ 34,702 دولارًا. وكان متوسط دخل الذكور 30,500 دولارًا مقابل 23,250 دولارًا للإناث. وسجل دخل الفرد الخاص بالبلدة 14,781 دولارًا. وكانت نسبة 15.3% من العائلات ونسبة 18.1% من السكان تحت خط الفقر، وكان من هؤلاء نسبة 28.3% تحت سن الثامنة عشر ونسبة 12.6% في الخامسة والستين من العمر وما فوق.

### تعداد عام 2010
بلغ عدد سكان ويست بيلزر 880 نسمة بحسب تعداد عام 2010، وبلغ عدد الأسر 384 أسرة وعدد العائلات 244 عائلة مقيمة في البلدة. في حين سجلت الكثافة السكانية 647.1 نسمة لكل كيلومتر مربع (1,676.0/ميل2). وبلغ عدد الوحدات السكنية 443 وحدة بمتوسط كثافة قدره 325.7 لكل كيلومتر مربع (843.6/ميل2).
وتوزع التركيب العرقي للبلدة بنسبة 92.39% من البيض و5.11% من الأمريكيين الأفارقة و0.11% من الأمريكيين ذوي الأصول الآسيوية و0.80% من الأعراق الأخرى و1.59% من عرقين مختلطين أو أكثر و3.52% من الهسبانيون أو اللاتينيون من أي عرق.
بلغ عدد الأسر 384 أسرة كانت نسبة 31% منها لديها أطفال تحت سن الثامنة عشر تعيش معهم، وبلغت نسبة الأزواج القاطنين مع بعضهم البعض 40.6% من أصل المجموع الكلي للأسر، ونسبة 17.4% من الأسر كان لديها معيلات من الإناث دون وجود شريك، بينما كانت نسبة 5.5% من الأسر لديها معيلون من الذكور دون وجود شريكة وكانت نسبة 36.5% من غير العائلات. تألفت نسبة 32.6% من أصل جميع الأسر من عدة أفراد يعيشون في نفس المنزل ونسبة 12.5% كانت تتألف من شخص يعيش بمفرده يبلغ من العمر 65 عاماً أو أكثر. وبلغ متوسط حجم الأسرة المعيشية 2.29، أما متوسط حجم العائلات فبلغ 2.86.
بلغ العمر الوسطي للسكان 38.2 عاماً. وكانت نسبة 22.6% من القاطنين تحت سن الثامنة عشر، وكانت نسبة 11% بين الثامنة عشر والرابعة والعشرين عاماً، ونسبة 24.8% كانت واقعةً في الفئة العمرية ما بين الخامسة والعشرين والرابعة والأربعين عاماً، ونسبة 25.6% كانت ما بين الخامسة والأربعين والرابعة والستين، ونسبة 16% كانت ضمن فئة الخامسة والستين عاماً فما فوق. وتوزع التركيب الجنسي للسكان بنسبة 48.9% ذكور و51.1% إناث.

## وصلات خارجية
- الموقع الرسمي